# Чотири пори людського життя
Чотири пори людського життя  (італ. Le quattro età dell'uomo) - картина пензля італійського художника Валантена де Булонь, француза за походженням, зберігається в Національній галереї міста Лондон.

## Опис полотна
Сюжет «Чотири пори людського життя» відомий у живопису Італії з доби відродження. Є подібна ж картина й у венеційського художника Тіціана.
До сюжету в пізній період творчості звернувся і Валантен де Булонь. Біля столу згуртувалось чотири постаті. Всі чоловіки, намальовані після спостережень за реальними людьми, майже груповий портрет. Але вони — ще й уособлення різних пір людського життя: дитинство — маля з іграшкою, молодість — парубок з лютнею, лицар з книгою — зрілість, сивий з келихом вина — старість, адже за італійським прислів'ям «вино — молоко для старих».
Сутінкове освітлення й відокремленість персонажів одне від одного надають картині філософського забарвлення скороминущості життя, швидкоплинності часу, який нікого не чекає. У полотні художника бринить сумна мелодія, як натяк на біблійну тезу «Марнота- марнот.

## Див. також